# U2 Duals
Albums de U2
Wide Awake in Europe
(2010) Songs of Innocence
(2014)
U2 Duals est une compilation contenant 15 titres du groupe U2 en duo avec d'autres artistes.
Cet album n'est disponible que pour les membres du site U2.com (50 $ par an).

## Liste des titres
| 1.    | Where the Streets Have No Name                                            | U2 et Soweto Gospel Choir                    | 5:39 |
| 2.    | The Wanderer                                                              | U2 et Johnny Cash                            | 4:43 |
| 3.    | Falling at Your Feet                                                      | Bono et Daniel Lanois                        | 4:54 |
| 4.    | Miss Sarajevo                                                             | Passengers et Luciano Pavarotti              | 5:43 |
| 5.    | Slow Dancing                                                              | U2 et Willie Nelson                          | 4:01 |
| 6.    | The Saints Are Coming                                                     | U2 et Green Day                              | 3:22 |
| 7.    | Sunday Bloody Sunday (Live à Auckland)                                    | U2 et Jay-Z                                  | 4:30 |
| 8.    | One                                                                       | U2 et Mary J. Blige                          | 4:21 |
| 9.    | When Love Comes to Town                                                   | U2 et B. B. King                             | 4:14 |
| 10.   | Stuck in a Moment You Can't Get Out Of (Live au Rock & Roll Hall of Fame) | U2 et Mick Jagger                            | 4:28 |
| 11.   | The Ballad of Ronnie Drew                                                 | U2, The Dubliners, Kíla et A Band of Bowsies | 4:51 |
| 12.   | I'm Not Your Baby                                                         | U2 et Sinead O'Connor                        | 5:50 |
| 13.   | Stranded (Haiti Mon Amour) (Hybrid Mix)                                   | Bono, The Edge, Jay-Z et Rihanna             | 4:21 |
| 14.   | Drunk Chicken/America                                                     | U2 et Allen Ginsberg                         | 1:33 |
| 15.   | Amazing Grace                                                             | U2 et the Soweto Gospel Choir                | 1:33 |
| 64:05 |                                                                           |                                              |      |